# Pristimantis incomptus
Pristimantis incomptus é uma espécie de anfíbio  da família Craugastoridae.
Pode ser encontrada nos seguintes países: Equador e Peru.
Os seus habitats naturais são: regiões subtropicais ou tropicais húmidas de alta altitude.
Está ameaçada por perda de habitat.